# Gyroconulina
Gyroconulina es un género de foraminífero bentónico de la subfamilia Kurbuniinae, de la familia Pfenderinidae, de la superfamilia Pfenderinoidea, del suborden Orbitolinina y del orden Loftusiida. Su especie tipo es Gyroconulina columellifera. Su rango cronoestratigráfico abarca el Maastrichtiense superior (Cretácico superior).

## Discusión
Clasificaciones previas incluían Gyroconulina en la superfamilia Ataxophragmioidea, así como en el suborden Textulariina del orden Textulariida o en el orden Lituolida.

## Clasificación
Gyroconulina incluye a las siguientes especies:
- Gyroconulina aqraensis
- Gyroconulina columellifera